# Lipov
Lipov (en allemand : Lippau) est une commune du district de Hodonín, dans la région de Moravie-du-Sud, en Tchéquie. Sa population s'élevait à 1 496 habitants en 2020.

## Géographie
Lipov se trouve à 11 km à l'est de Strážnice, à 26 km à l'est-nord-est de Hodonín, à 71 km au sud-est de Brno et à 255 km au sud-est de Prague.
La commune est limitée par Veselí nad Moravou et Blatnice pod Svatým Antonínkem au nord, par Louka et Velká nad Veličkou à l'est, par Hrubá Vrbka au sud, et par Tasov et Hroznová Lhota à l'ouest.

## Histoire
La première mention écrite de la localité date de 1358.